# Henry-Frédéric Roch
Pour les articles homonymes, voir Roch.
Henry-Frédéric Roch, né le 4 juillet 1962 à Lyon et mort le 17 novembre 2018,,, est un viticulteur français du vignoble de Bourgogne, propriétaire fondateur et cogérant avec Yannick Champ du domaine Prieuré Roch.
Il est aussi cohéritier et cogérant pour sa famille, avec le viticulteur Aubert de Villaine, du domaine de la Romanée-Conti de Vosne-Romanée (un des domaines viticoles les plus prestigieux du monde, avec 25,5 hectares, dont la romanée-conti, un des vins mythiques les plus chers du monde).

## Biographie
Henry-Frédéric Roch est issu et héritier de la famille Leroy / Roch, importante famille historique de viticulteurs de prestige, et de négociant en vin du vignoble de Bourgogne. En 1988, il acquiert un clos d'exception en plein centre du village de Vosne-Romanée : le Clos Goillotte. Il fonde alors le Domaine Prieuré Roch qui réunit quelques-uns des plus prestigieux climats de Bourgogne cultivés selon les méthodes traditionnelles, sans produits chimiques, et dont les vins, dits naturels, sont produits sans aucun additif. Par ailleurs, il est cogérant du domaine de la Romanée-Conti.

## Famille Leroy / Roch
- François Leroy : viticulteur, fondateur en 1868 du domaine Leroy (propriétaire-récoltant et négociant du vignoble de Bourgogne) à Auxey-Duresses, près de Beaune.
- Joseph Leroy : fils du précédent, succède et développe considérablement l'affaire familiale.
- Henry Leroy (1894-1980) : fils du précédent, reprend l'affaire familiale en 1919 et la développe à son tour. Il achète en 1942 à son ami Jacques Chambon de la famille De Villaine, 50 % du domaine de la Romanée-Conti, qu'il cogère avec les héritiers Henri de Villaine, puis Aubert de Villaine (père et fils). Il a deux filles, Pauline Roch et Lalou Bize-Leroy.
- Lalou Bize-Leroy, fille du précédent, succède à son père en 1955, et cogère pour sa famille héritière, le domaine de la Romanée-Conti de 1974 à 1991.
- Henry-Frédéric Roch, fils de Pauline Roch, succède en 1992 à l'âge de 30 ans, à sa tante Lalou Bize-Leroy, puis à son frère Charles Roch, à la cogérance du domaine de la Romane Conti, avec Aubert de Villaine[7].

## Domaine de la Romanée-Conti
En 1992 Henry-Frédéric Roch succède à l'âge de 30 ans, à son grand-père Henry Leroy, et à sa tante Lalou Bize-Leroy, à la cogérance du domaine de la Romanée-Conti, avec Aubert de Villaine.

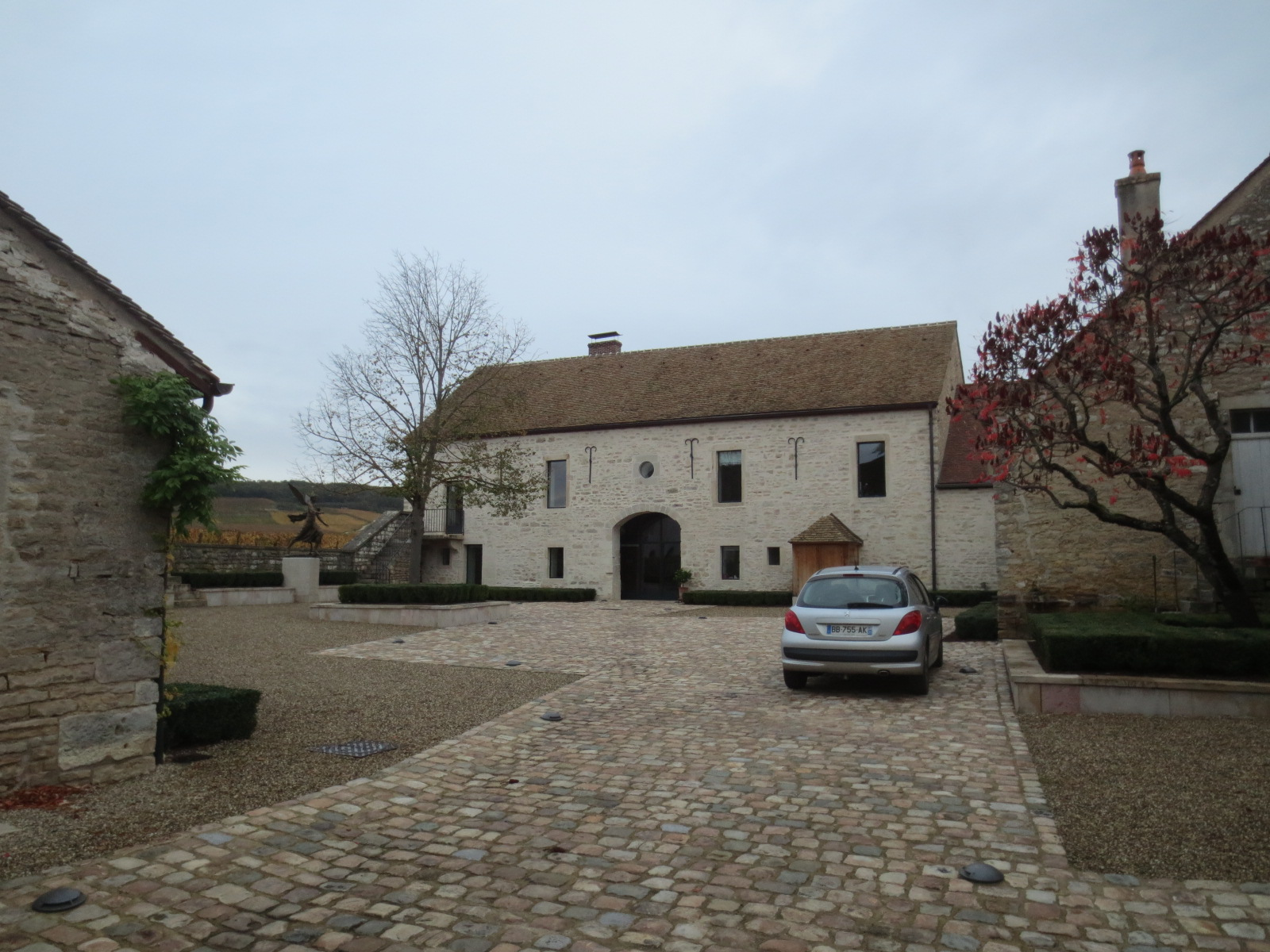
Vendangeoir de Vosne-Romanée, ancienne grange monastique de l'abbaye Saint-Vivant de Vergy de l'ordre de Cluny.
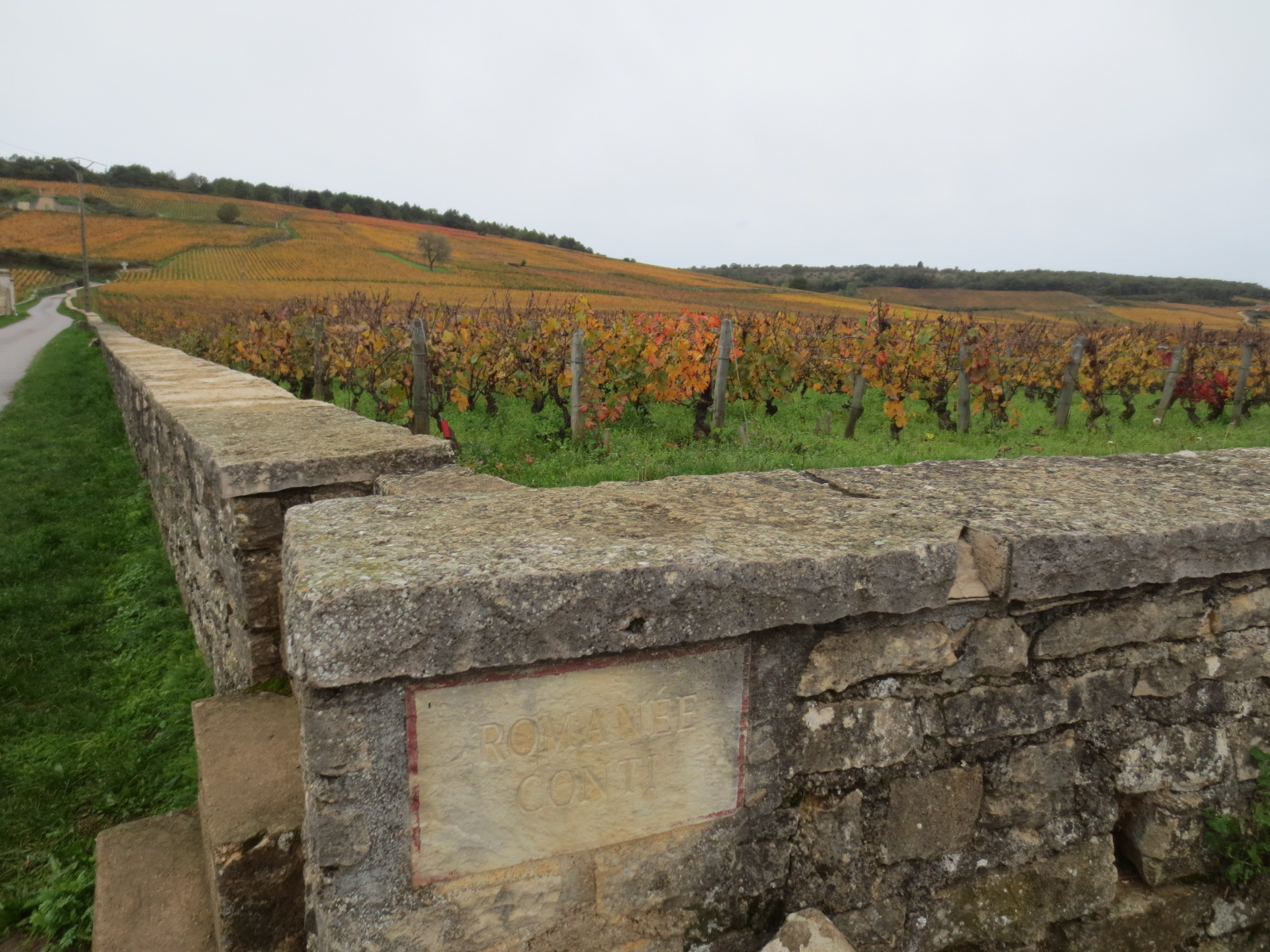
Domaine de la Romanée-Conti à Vosne-Romanée.
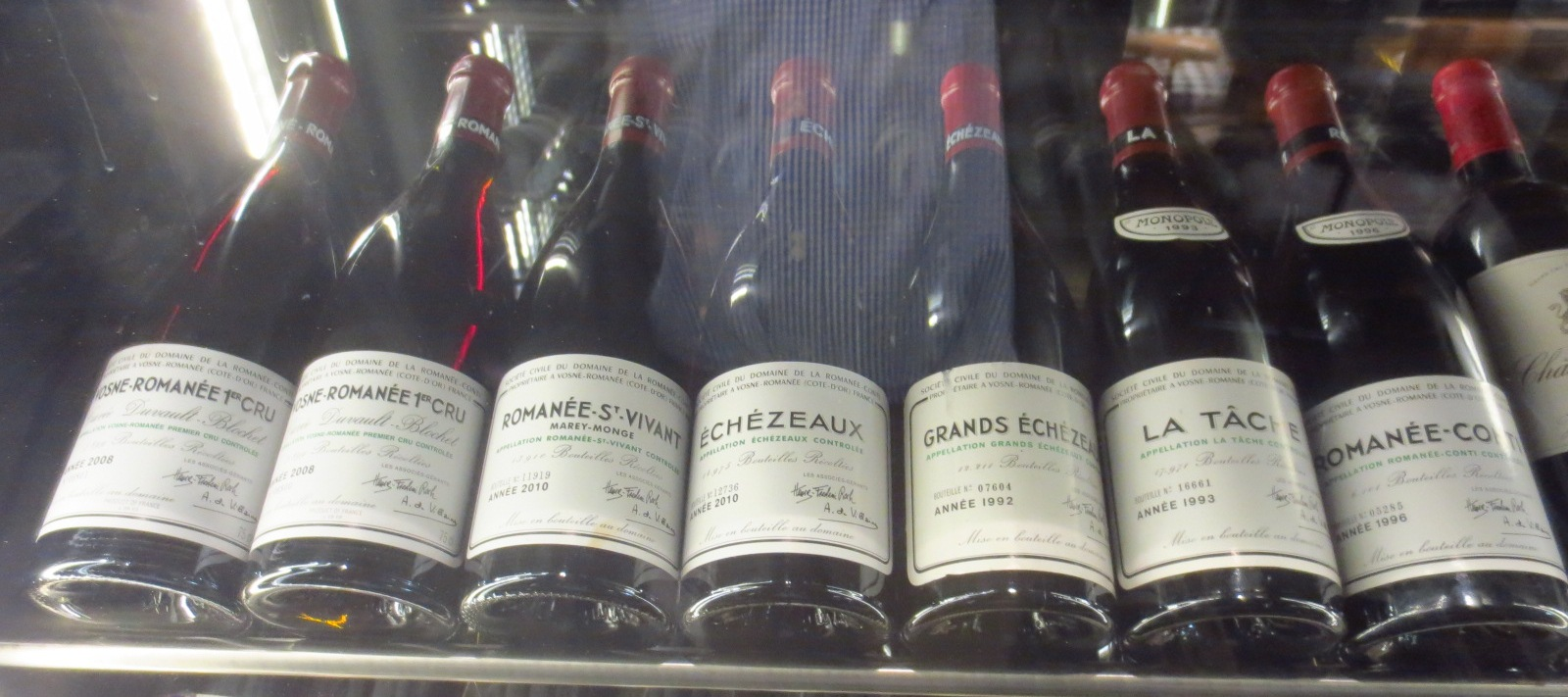
Vins du domaine de la Romanée-Conti à Vosne-Romanée.
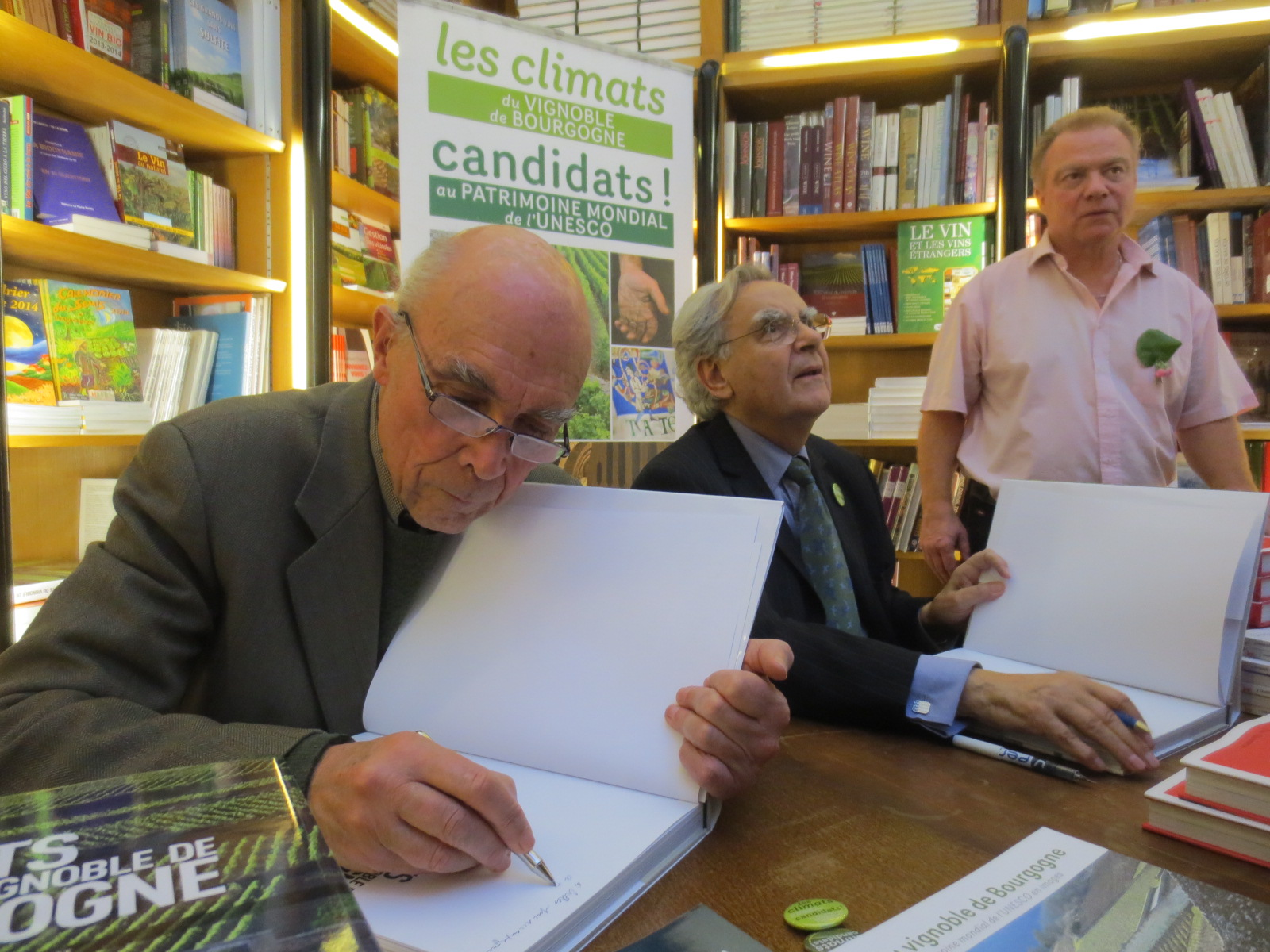
Aubert de Villaine à la vente des hospices de Beaune en 2013.

## Domaine Prieuré Roch

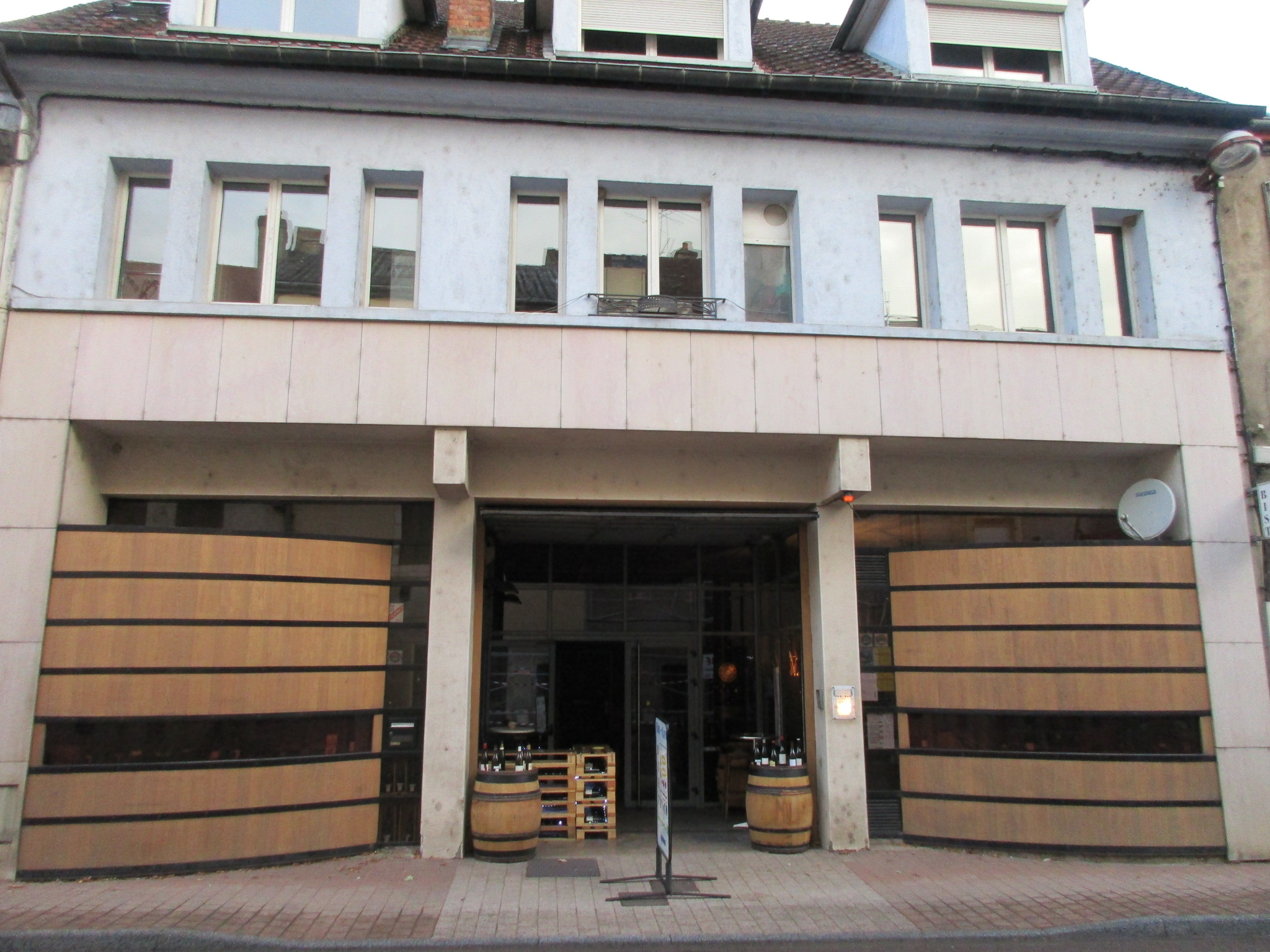
Bist'Roch, bar à vin et boutique du domaine Prieuré Roch, à Nuits-Saint-Georges (fermé).

En 1988, Henry-Frédéric Roch fonde le domaine viticole domaine Prieuré Roch, à Premeaux-Prissey, sur la route des Grands Crus, à 1,5 km au sud-ouest de Nuits-Saint-Georges. Il enrichit son domaine avec le temps, avec pour prédilection la production du vin le plus naturel et biologique possible, avec culture de son vignoble en agriculture biodynamique. Entré au domaine comme stagiaire en 2002, formé aux méthodes d'Henry-Frédéric Roch, Yannick Champ en devient le cogérant en 2010. Le domaine de 14 hectares de vignes en AOC Premier cru (Bourgogne) et Grand cru (Bourgogne), parmi les plus prestigieuses du vignoble de Bourgogne, est certifié en label bio, avec une douzaine de climats, répartis sur 12 hectares dans le vignoble de la côte de Nuits, et 2 hectares dans le vignoble de la côte de Beaune. En :
- Vosne-Romanée Clos Goillotte, 1er cru, 0,55 hectare (à 50 m de La tâche du domaine de la Romanée-Conti) ;
- Vosne-Romanée Premier Cru Les Suchots, 1,02 hectare ;
- Vosne-Romanée Les Clous, 0,72 hectare ;
- Vosne-Romanée Hautes-Maizières, 0,63 hectare ;
- Gevrey-chambertin Chambertin-clos-de-bèze, Grand cru, 1,01 hectare ;
- Clos-vougeot Grand cru, 0,68 hectare
- Nuits-saint-georges Le Clos des Corvées, 1er Cru, 5,21 hectares en monopole ;
- Nuits-saint-georges Clos des Argillières, 1er cru, 0,69 hectare ;
- Ladoix, 2,16 hectares de rouge et blanc ;

Le domaine a également une activité de négociant en vin de vin naturel de toute la France, et du monde. Le logo du domaine Prieuré-Roch est rédigé en écriture hiéroglyphique égyptienne, rapport à l'Égypte antique qui considérait il y a 5 000 ans le vin comme un bien très précieux, offert en offrande aux divinités.